# دافنه زیلری
دافنه زیلری (انگلیسی: Daphne Zileri; ۱۹ آوریل ۱۹۳۶ – ۲۱ اکتبر ۲۰۱۱) عکاس اهل آرژانتین بود.